# Tadeusz Radzik (historyk)
Tadeusz Radzik, (ur. 16 września 1953  w Lublinie zm. 7 grudnia 2009 tamże) – polski  historyk i politolog, profesor zwyczajny UMCS w Lublinie.

## Życiorys
Absolwent historii na UMCS (1977). W 1980 uzyskał stopień doktora na podstawie pracy: Szkolnictwo polskie w Wielkiej Brytanii w latach 1852-1954 (promotor  prof. dr hab. Albin Koprukowniak). W latach 1981–1982 stypendysta Fundacji Kościuszkowskiej,  przebywał w USA, zbierając materiały do pracy habilitacyjnej.  W styczniu 1987  uzyskał stopień doktora habilitowanego na podstawie pracy: Polonia amerykańska wobec Polski w latach 1918-1939.
Od 1992  profesor nadzwyczajny UMCS, od 1999  profesorem zwyczajnym.
W latach 1977–1988 zatrudniony w Zakładzie Badań Etnicznych Wydziału Politologii UMCS, a następnie od 1988 w Instytucie Historii UMCS. Dyrektor Instytutu Historii UMCS w latach 1994–2000. Od 1996  do śmierci Kierownik Zakładu Historii Najnowszej.
W zakresie zainteresowań badawczych Tadeusza Radzika znajdowały się dzieje szkolnictwa polskiego zagranicą  i Polaków w Wielkiej Brytanii, mniejszości narodowe w Polsce (w szczególności dzieje mniejszości żydowskiej w Lublinie) i historia najnowsza Polski.
Był członkiem komitetów redakcyjnych "Rocznika Polonijnego" (w latach 1980-1986), "Przeglądu Polonijnego" (od 1990), "Rocznika Lubelskiego" (od 1990), "Przeglądu Historyczno – Oświatowego" (1990-2005), " Res Historica" (od 1997), "Almanachu Historycznego" (od 1999), "Studiów Polonijnych" (od 1998), "Dziejów Najnowszych" (od 2008)," Biuletynu Komisji Historycznej Oddziału PAN w Lublinie", "Annales Uniwesitatis Mariae Curie- Skłodowska".
Od 2007 członek Komisji do Badania Diaspory Polskiej przy Polskiej Akademii Umiejętności w Krakowie, członek Komisji Stosunków Międzynarodowych przy Komitecie Nauk Historycznych Polskiej Akademii Nauk. W latach 2001–2005 w Radzie Naukowo-Programowej Centrum Języka i Kultury Polskiej dla Polonii i Cudzoziemców, w latach 2002-2006 w Radzie Muzeum Lubelskiego, a od 2002 r. w Warszawie w Radzie Programowej Fundacji Semper Polonia. Od 1996 r. rzeczoznawca Ministerstwa Edukacji Narodowej w zakresie wydawania opinii kwalifikujących podręczniki do użytku szkolnego.
Stypendysta i wykładowca uczelni amerykańskich (Loyola University, Chicago Ill.; Bluffton College, Ohio), brytyjskich (London University) i innych (Central European University, Budapeszt, Uniwersytet w Ołomuńcu)
Laureat Nagrody Ministra Edukacji Narodowej (1987, 1988). Laureat Nagrody im. Floriana Znanieckiego (1980,1987).Laureat nagrody Rady Porozumiewawczej Badań nad Polonią  za osiągnięcia w badaniach polonijnych (2000).

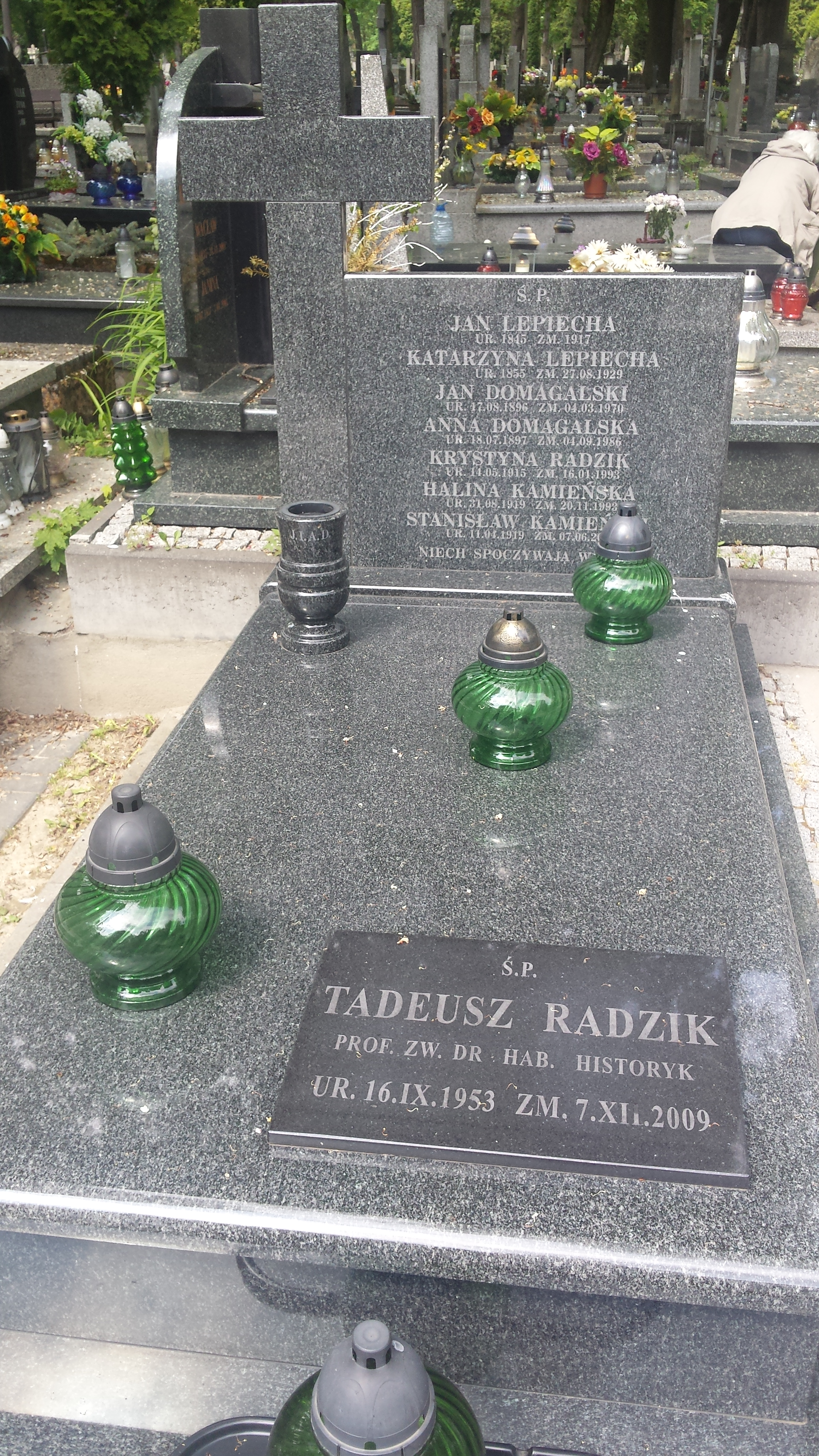
Grób prof. Tadeusza Radzika na cmentarzu przy Lipowej

Od roku 1996 był promotorem 12 prac doktorskich, a także recenzentem w 12 przewodach habilitacyjnych i 18 przewodach doktorskich  oraz w kilku postępowaniach o nadanie tytułu profesora.
Odznaczony Medalem Komisji Edukacji Narodowej.